# Wilhelm Stiehler
August Wilhelm Stiehler (* 6. August 1797 Neumarkt; † Mai 1878 in Quedlinburg) war ein deutscher Jurist und Beamter. Er lernte an der Thomasschule zu Leipzig. In seiner Funktion als Oberbeamter, was mit dem Landrat der Grafschaft Wernigerode gleichzusetzen ist, trug er ab 1824 den Titel gräflich-stolbergischer Regierungs- und Polizeirat. Als solcher wurde er 1833 Ehrenbürger der Stadt Wernigerode. Außerdem war er als Naturforscher tätig.

## Leben
Seine Karriere hatte Stiehler, der der Sohn des Merseburger Prokurators Gottlob Siegmund Stiehler war, 1820 auf Schloss Wernigerode begonnen, wo er Kabinettssekretär des Grafen Henrich zu Stolberg-Wernigerode war. Am 13. September 1822 hatte er in der Schlosskirche St. Pantaleon in Wernigerode Caroline Louise Schmelzer (* 14. Juni 1797 in Wernigerode), die Tochter des Kammerdirektors Ernst Carl Friedrich Schmelzer und der Henriette Caroline Köhler, geheiratet. Gemeinsam hatten sie folgende Kinder:
1. Carl Johannes Sigismund (* 15. Juli 1825)
2. Eberhardine Ernestine Caroline Marie Kessler (* 26. Oktober 1826)
3. Caroline Friederike Louise Sophie (* 3. Februar 1829)
4. Caroline Auguste Henriette Wilhelmine Pröhle (* 17. Juli 1831)
5. Ernestine Friederike Caroline Dorothee (* 30. Januar 1834)
6. Emma Caroline Anna Elisabeth (* 20. August 1836)
7. Hermann Eginhard Carl Heinrich (* 9. Juli 1839)

1845 hatte Stiehler seine ersten naturwissenschaftlichen Arbeiten vorgelegt. Er korrespondierte u. a. mit Alexander von Humboldt und Leopold von Buch. Nach seiner Pensionierung zog er von Wernigerode nach Quedlinburg, wo er seinen Lebensabend verbrachte.
Er war Mitglied der Halberstädter Freimaurerloge Zu den drei Hammern.